# Campeonato Japonês de Patinação Artística no Gelo de 2017–18
O Campeonato Japonês de Patinação Artística no Gelo de 2017–18 foi a octogésima sexta edição do Campeonato Japonês de Patinação Artística no Gelo, um evento anual de patinação artística no gelo onde os patinadores artísticos competem pelo título de campeão japonês.  A competição sênior foi disputada entre os dias 20 de dezembro e 24 de dezembro de 2017, na cidade de Tóquio, Tóquio, e a competição júnior foi disputada entre os dias 24 de novembro e 26 de novembro de 2017, na cidade de Gunma, Gunma.

## Eventos
- Individual masculino
- Individual feminino
- Duplas
- Dança no gelo

## Medalhistas
| Evento                        | Ouro                          | Prata                              | Bronze                        |
| Sênior                        |                               |                                    |                               |
| Individual masculino detalhes | Shoma Uno                     | Keiji Tanaka                       | Takahito Mura                 |
| Individual feminino detalhes  | Satoko Miyahara               | Kaori Sakamoto                     | Rika Kihira                   |
| Duplas detalhes               | Miu Suzaki Ryuichi Kihara     | Narumi Takahashi Ryo Shibata       | Riku Miura Shoya Ichihashi    |
| Dança no gelo detalhes        | Kana Muramoto Chris Reed      | Misato Komatsubara Tim Koleto      | Rikako Fukase Aru Tateno      |
| Júnior                        |                               |                                    |                               |
| Individual masculino detalhes | Mitsuki Sumoto                | Sena Miyake                        | Tatsuya Tsuboi                |
| Individual feminino detalhes  | Rika Kihira                   | Mako Yamashita                     | Nana Araki                    |
| Duplas detalhes               | Riku Miura Shoya Ichihashi    | Marino Ono Kurtis Kazuki Schreiber | nenhum outro competidor       |
| Dança no gelo detalhes        | Haruno Yajima Daiki Shimazaki | Kiria Hirayama Kenta Higashi       | Ayumi Takanami Yosimitu Ikeda |

## Resultados

### Sênior

#### Individual masculino
| Pos.                                                  | Nome               | Pontos | PC         | PL          |
| ----------------------------------------------------- | ------------------ | ------ | ---------- | ----------- |
| Medalha de ouro                                       | Shoma Uno          | 283.30 | 96.83 (1)  | 186.47 (1)  |
| Medalha de prata                                      | Keiji Tanaka       | 267.15 | 91.34 (2)  | 175.81 (2)  |
| Medalha de bronze                                     | Takahito Mura      | 258.41 | 85.53 (3)  | 172.88 (3)  |
| 4                                                     | Kazuki Tomono      | 231.21 | 78.16 (5)  | 135.05 (5)  |
| 5                                                     | Daisuke Murakami   | 230.95 | 80.99 (4)  | 149.96 (7)  |
| 6                                                     | Mitsuki Sumoto     | 225.76 | 72.93 (7)  | 152.83 (6)  |
| 7                                                     | Ryuju Hino         | 223.61 | 68.22 (10) | 155.39 (4)  |
| 8                                                     | Hiroaki Sato       | 214.85 | 77.98 (6)  | 136.87 (9)  |
| 9                                                     | Sota Yamamoto      | 208.27 | 72.88 (8)  | 135.39 (10) |
| 10                                                    | Jun Suzuki         | 207.39 | 66.83 (12) | 140.56 (8)  |
| 11                                                    | Sena Miyake        | 199.95 | 68.77 (9)  | 131.18 (15) |
| 12                                                    | Sei Kawahara       | 199.37 | 67.74 (11) | 131.63 (14) |
| 13                                                    | Tatsuya Tsuboi     | 198.71 | 63.35 (14) | 135.36 (11) |
| 14                                                    | Shu Nakamura       | 198.16 | 65.75 (13) | 134.41 (13) |
| 15                                                    | Taichi Honda       | 192.87 | 59.75 (18) | 133.12 (12) |
| 16                                                    | Shun Sato          | 185.52 | 57.77 (20) | 127.75 (16) |
| 17                                                    | Kazuki Kushida     | 181.29 | 60.06 (17) | 121.23 (17) |
| 18                                                    | Koshin Yamada      | 177.40 | 61.01 (16) | 116.39 (19) |
| 19                                                    | Yuto Kishina       | 174.13 | 56.16 (23) | 117.97 (18) |
| 20                                                    | Kento Kajita       | 172.57 | 58.65 (19) | 113.92 (20) |
| 21                                                    | Tsunehito Karakawa | 169.86 | 56.64 (21) | 113.22 (21) |
| 22                                                    | Yoji Nakano        | 159.34 | 56.56 (22) | 102.78 (22) |
| 23                                                    | Ryo Sagami         | 154.16 | 63.05 (15) | 99.90 (24)  |
| 24                                                    | Junya Watanabe     | 153.91 | 54.01 (24) | 91.11 (23)  |
| Não avançaram para a patinação livre / programa longo |                    |        |            |             |
| 25                                                    | Kousuke Nakano     | —      | 53.62 (25) |             |
| 26                                                    | Hidetsugu Kamata   | —      | 52.66 (26) |             |
| 27                                                    | Junsuke Tokikuni   | —      | 51.71 (27) |             |
| 28                                                    | Kento Kobayashi    | —      | 51.18 (28) |             |
| 29                                                    | Kento Suginaka     | —      | 43.66 (29) |             |
| WD                                                    | Yuzuru Hanyu       | —      | — (WD)     |             |

#### Individual feminino
| Pos.                                                  | Nome            | Pontos | PC         | PL          |
| ----------------------------------------------------- | --------------- | ------ | ---------- | ----------- |
| Medalha de ouro                                       | Satoko Miyahara | 220.39 | 73.23 (2)  | 147.16 (1)  |
| Medalha de prata                                      | Kaori Sakamoto  | 213.51 | 73.59 (1)  | 139.92 (4)  |
| Medalha de bronze                                     | Rika Kihira     | 208.03 | 66.74 (5)  | 141.29 (2)  |
| 4                                                     | Wakaba Higuchi  | 206.96 | 68.93 (4)  | 138.03 (5)  |
| 5                                                     | Mai Mihara      | 204.67 | 64.27 (7)  | 140.40 (3)  |
| 6                                                     | Rika Hongo      | 197.62 | 70.48 (3)  | 127.14 (8)  |
| 7                                                     | Marin Honda     | 193.37 | 66.65 (6)  | 126.72 (9)  |
| 8                                                     | Yuhana Yokoi    | 192.99 | 62.68 (9)  | 130.31 (6)  |
| 9                                                     | Yuna Shiraiwa   | 191.69 | 63.33 (8)  | 128.36 (7)  |
| 10                                                    | Mako Yamashita  | 183.34 | 57.80 (15) | 125.54 (10) |
| 11                                                    | Yura Matsuda    | 174.12 | 55.91 (17) | 118.21 (11) |
| 12                                                    | Rin Nitaya      | 172.50 | 61.28 (10) | 111.22 (15) |
| 13                                                    | Nana Araki      | 171.74 | 59.66 (12) | 112.08 (14) |
| 14                                                    | Kokoro Iwamoto  | 170.64 | 56.16 (16) | 114.48 (12) |
| 15                                                    | Mariko Kihara   | 169.61 | 55.50 (18) | 114.11 (13) |
| 16                                                    | Hina Takeno     | 169.55 | 59.22 (14) | 110.33 (16) |
| 17                                                    | Sui Takeuchi    | 169.02 | 60.93 (11) | 108.09 (17) |
| 18                                                    | Miaki Morisita  | 165.25 | 59.43 (13) | 105.82 (20) |
| 19                                                    | Rinka Watanabe  | 161.91 | 55.46 (19) | 106.45 (18) |
| 20                                                    | Hinano Isobe    | 158.18 | 52.36 (21) | 105.82 (21) |
| 21                                                    | Tomoe Kawabata  | 158.16 | 52.13 (22) | 106.03 (19) |
| 22                                                    | Yuka Nagai      | 152.26 | 55.25 (20) | 97.01 (24)  |
| 23                                                    | Riona Kato      | 151.06 | 49.53 (24) | 101.53 (22) |
| 24                                                    | Ibuki Satoh     | 148.56 | 50.84 (23) | 97.72 (23)  |
| Não avançaram para a patinação livre / programa longo |                 |        |            |             |
| 25                                                    | Rika Oya        | —      | 48.49 (25) |             |
| 26                                                    | Ayaka Hosoda    | —      | 47.15 (26) |             |
| 27                                                    | Chinatsu Mori   | —      | 46.37 (27) |             |
| 28                                                    | Miyu Nakashio   | —      | 44.60 (28) |             |
| 29                                                    | Mone Kawanishi  | —      | 42.75 (29) |             |
| 30                                                    | Honoka Hirotani | —      | 38.17 (30) |             |

#### Duplas
| Pos.              | Nome                           | Pontos | PC        | PL         |
| ----------------- | ------------------------------ | ------ | --------- | ---------- |
| Medalha de ouro   | Miu Suzaki / Ryuichi Kihara    | 160.71 | 54.53 (1) | 106.18 (1) |
| Medalha de prata  | Narumi Takahashi / Ryo Shibata | 143.93 | 49.29 (3) | 94.64 (2)  |
| Medalha de bronze | Riku Miura / Shoya Ichihashi   | 0      | 0 (0)     | 0 (0)      |

#### Dança no gelo
| Pos.              | Nome                                | Pontos | PC        | PL         |
| ----------------- | ----------------------------------- | ------ | --------- | ---------- |
| Medalha de ouro   | Kana Muramoto / Chris Reed          | 166.45 | 65.71 (1) | 100.74 (1) |
| Medalha de prata  | Misato Komatsubara / Timothy Koleto | 149.47 | 56.65 (2) | 92.82 (2)  |
| Medalha de bronze | Rikako Fukase / Aru Tateno          | 130.27 | 47.43 (3) | 82.84 (3)  |
| 4                 | Yuka Orihara / Kanata Mori          | 113.89 | 45.54 (4) | 68.35 (4)  |
| 5                 | Mio Iida / Kenta Ishibashi          | 86.32  | 34.25 (5) | 52.07 (5)  |

### Júnior

#### Individual masculino
| Pos.                                                  | Nome                | Pontos | PC         | PL          |
| ----------------------------------------------------- | ------------------- | ------ | ---------- | ----------- |
| Medalha de ouro                                       | Mitsuki Sumoto      | 198.19 | 67.34 (1)  | 130.85 (1)  |
| Medalha de prata                                      | Sena Miyake         | 189.17 | 66.09 (2)  | 123.08 (5)  |
| Medalha de bronze                                     | Tatsuya Tsuboi      | 189.15 | 63.53 (5)  | 125.62 (2)  |
| 4                                                     | Kazuki Kushida      | 189.00 | 63.98 (4)  | 125.02 (3)  |
| 5                                                     | Yuto Kishina        | 184.94 | 61.35 (6)  | 123.59 (4)  |
| 6                                                     | Shun Sato           | 180.20 | 59.64 (11) | 120.56 (6)  |
| 7                                                     | Kazuki Hasegawa     | 175.48 | 64.18 (3)  | 111.30 (10) |
| 8                                                     | Taichiro Yamakuma   | 173.67 | 61.18 (7)  | 112.49 (8)  |
| 9                                                     | Shingo Nishayama    | 172.97 | 60.07 (8)  | 112.90 (7)  |
| 10                                                    | Takeru Kataise      | 170.87 | 58.68 (12) | 112.19 (9)  |
| 11                                                    | Ichigo Santo        | 170.61 | 59.99 (9)  | 110.62 (11) |
| 12                                                    | Yuma Kagiyama       | 162.40 | 55.25 (14) | 107.15 (13) |
| 13                                                    | Kao Miura           | 162.40 | 59.98 (10) | 102.42 (14) |
| 14                                                    | Haruya Sasaki       | 155.25 | 45.87 (19) | 109.38 (12) |
| 15                                                    | Keisuke Kadowaki    | 154.08 | 55.53 (13) | 98.55 (15)  |
| 16                                                    | Lucastsuyoshi Honda | 146.23 | 53.51 (15) | 92.72 (17)  |
| 17                                                    | Kenta Kuninaka      | 142.88 | 45.22 (20) | 97.66 (16)  |
| 18                                                    | Yuga Furusho        | 140.15 | 49.33 (17) | 90.82 (18)  |
| 19                                                    | Minato Shiga        | 134.32 | 48.28 (18) | 86.04 (21)  |
| 20                                                    | Nozumo Yoshioka     | 131.52 | 41.82 (23) | 89.70 (19)  |
| 21                                                    | Haru Kakiuchi       | 130.24 | 41.86 (22) | 88.38 (20)  |
| 22                                                    | Kosho Oshima        | 129.71 | 44.99 (21) | 84.72 (22)  |
| 23                                                    | Yuki Kunikata       | 128.09 | 50.39 (16) | 77.70 (23)  |
| 24                                                    | Kinari Sugahara     | 115.05 | 41.09 (24) | 73.96 (24)  |
| Não avançaram para a patinação livre / programa longo |                     |        |            |             |
| 25                                                    | Ryoto Midorikawa    | —      | 38.88 (25) |             |
| 26                                                    | Shunsuke Nakamura   | —      | 38.86 (26) |             |
| 27                                                    | Kimichika Wada      | —      | 38.68 (27) |             |
| 28                                                    | Seiya Tsuboi        | —      | 33.51 (28) |             |

#### Individual feminino
| Pos.                                                  | Nome            | Pontos | PC         | PL          |
| ----------------------------------------------------- | --------------- | ------ | ---------- | ----------- |
| Medalha de ouro                                       | Rika Kihira     | 193.46 | 57.89 (6)  | 135.57 (1)  |
| Medalha de prata                                      | Mako Yamashita  | 190.03 | 65.13 (1)  | 124.90 (2)  |
| Medalha de bronze                                     | Nana Araki      | 177.07 | 61.51 (2)  | 115.56 (4)  |
| 4                                                     | Yuhana Yokoi    | 172.97 | 56.89 (7)  | 116.08 (3)  |
| 5                                                     | Rinka Watanabe  | 168.62 | 59.45 (4)  | 109.17 (5)  |
| 6                                                     | Tomoe Kawabata  | 167.52 | 61.49 (3)  | 106.03 (6)  |
| 7                                                     | Riko Takino     | 164.78 | 58.87 (5)  | 105.91 (7)  |
| 8                                                     | Hanna Yoshida   | 158.04 | 54.89 (12) | 103.15 (10) |
| 9                                                     | Saya Suzuki     | 157.29 | 54.95 (11) | 102.34 (11) |
| 10                                                    | Wakana Naganawa | 155.47 | 56.87 (8)  | 98.60 (12)  |
| 11                                                    | Moa Iwano       | 153.52 | 56.62 (9)  | 96.90 (13)  |
| 12                                                    | Akari Matsubara | 153.51 | 50.28 (20) | 103.23 (9)  |
| 13                                                    | Lina Yoshida    | 151.91 | 48.81 (24) | 104.10 (8)  |
| 14                                                    | Kinayu Yokoi    | 150.38 | 53.83 (14) | 96.55 (14)  |
| 15                                                    | Shiika Yoshioka | 148.00 | 54.43 (13) | 93.57 (17)  |
| 16                                                    | Akari Matsuoka  | 147.32 | 51.36 (16) | 95.96 (15)  |
| 17                                                    | Yuna Aoki       | 146.20 | 51.27 (17) | 94.93 (16)  |
| 18                                                    | Maria Egawa     | 143.26 | 50.21 (21) | 93.05 (18)  |
| 19                                                    | Serina Okada    | 143.30 | 50.43 (19) | 92.77 (19)  |
| 20                                                    | Miyu Honda      | 140.39 | 52.57 (15) | 87.82 (21)  |
| 21                                                    | Nonoka Ise      | 137.72 | 49.15 (22) | 88.57 (20)  |
| 22                                                    | Rino Kasakake   | 137.31 | 55.61 (10) | 81.70 (22)  |
| 23                                                    | Natsu Suzuki    | 128.62 | 51.19 (18) | 77.43 (23)  |
| 24                                                    | Yuka Chon       | 121.51 | 48.99 (23) | 72.52 (24)  |
| Não avançaram para a patinação livre / programa longo |                 |        |            |             |
| 25                                                    | Rei Yoshimoto   | —      | 48.45 (25) |             |
| 26                                                    | Arisa Nakamoto  | —      | 48.07 (26) |             |
| 27                                                    | Rika Tejima     | —      | 47.05 (27) |             |
| 28                                                    | Saki Miyake     | —      | 45.57 (28) |             |
| 29                                                    | Midori Yokoyama | —      | 45.03 (29) |             |
| 30                                                    | Yukino Fuji     | —      | 41.21 (30) |             |

#### Duplas
| Pos.             | Nome                                 | Pontos | PC        | PL        |
| ---------------- | ------------------------------------ | ------ | --------- | --------- |
| Medalha de ouro  | Riku Miura / Shoya Ichihashi         | 124.72 | 48.47 (1) | 76.25 (1) |
| Medalha de prata | Marino Ono / Kurtis Kazuki Schreiber | 112.90 | 42.27 (2) | 70.63 (2) |

#### Dança no gelo
| Pos.              | Nome                            | Pontos | PC        | PL        |
| ----------------- | ------------------------------- | ------ | --------- | --------- |
| Medalha de ouro   | Haruno Yajima / Daiki Shimazaki | 110.77 | 47.03 (1) | 63.74 (1) |
| Medalha de prata  | Kiria Hirayama / Kenta Higashi  | 94.90  | 38.50 (3) | 56.40 (2) |
| Medalha de bronze | Ayumi Takanami / Yosimitu Ikeda | 94.66  | 39.33 (2) | 55.33 (3) |
| 4                 | Mai Kashino / Yuhi Kashino      | 82.82  | 35.32 (4) | 47.50 (4) |
| 5                 | Mirei Oda / Ryouto Yamauchi     | 61.62  | 26.88 (5) | 34.74 (5) |